# Srikandi
Srikandi war eine indonesische Automarke.

## Beschreibung
Eine Quelle gibt den Zeitraum der Vermarktung mit 1970er Jahre bis 1980er Jahre an. Eine zweite Quelle nennt 1979 bis 1989. Eine dritte Quelle legt sich nicht fest und schreibt etwa 1979.
Das einzige Modell war der 200 S. Dies war ein Dreirad mit vorderem Einzelrad. Der Kleinstwagen hatte eine geschlossene Karosserie. Die schräge Front ging ohne Stufe in die Windschutzscheibe über. Eine Quelle sieht eine Ähnlichkeit zum Bond Bug.